# 서진호
서진호(본명: 노상림, 1976년 5월 22일~)는 대한민국의 배우이다. 1996년 뮤지컬배우 첫 데뷔한 그녀는 1년 후 1997년에 MBC 26기 공채 탤런트로 선발되었다.

## 학력
- 동국대학교 연극영화과 학사

## 출연작

### 영화
- 《주글래 살래》(2003년) - 제이 역
- 《블루》(2003년) - 김 중위 역
- 《2009 로스트 메모리즈》(2002년) - 오혜린 역
- 《불후의 명작》(2000년) - 손미 역

### 드라마
- 《시트콤 남자 셋 여자 셋》(1997년, MBC) - (카메오)
- 《드라마시티 - 1110호 작가, 310호 배우》 (2006년, KBS2) - 수아 역
- 《가문의 영광》(2009년, SBS) - 하만기의 조카딸 역(카메오)

### 예능
- 《싱글와이프》(2017년, SBS)

### 연극
- 《클로저》